# Казански
Казански е квартал в Стара Загора, построен през 70-те години. Местността се намира в югозападната част на града. Надморската му височина варира от 200 м. до 240 м. Кварталът е съставен от високо и средноетажни панелени блокове. В близост се намира „Руския пазар“, където се продават както дрехи така и плодове и зеленчуци. Името на пазара идва от това, че след 1989 г. на пазара са продавали руснаци, но тази картина се променя и там сега продават китайци, виетнамци, турци и много малко руснаци. Пазарът е изграден на място на бивше обръщало на автобуси. Кварталът се дели на две части Голям и малък. Малкият Казански се водят блоковете след XIII ОУ. В квартала на мястото на бивша военна казарма е изграден парк „Артилерийски“.
Автобусни линии минаващи през квартала са номера 3, 8 и 22. Продължението на един от главните старозагорски булеварди „Славянски“ минава през кв. „Казански“.